# Matthias Grünewald
Matthias Grünewald (literalment «Bosc verd», el seu nom vertader va ser probablement Mathis Gothart Nithart), nascut probablement a Würzburg, Baviera, vers 1475-1480 i mort a Halle, Saxònia-Anhalt, l'any 1528, va ser un pintor i enginyer hidràulic del renaixement alemany, coetani d'Albrecht Dürer.

## Biografia

### La identitat del pintor

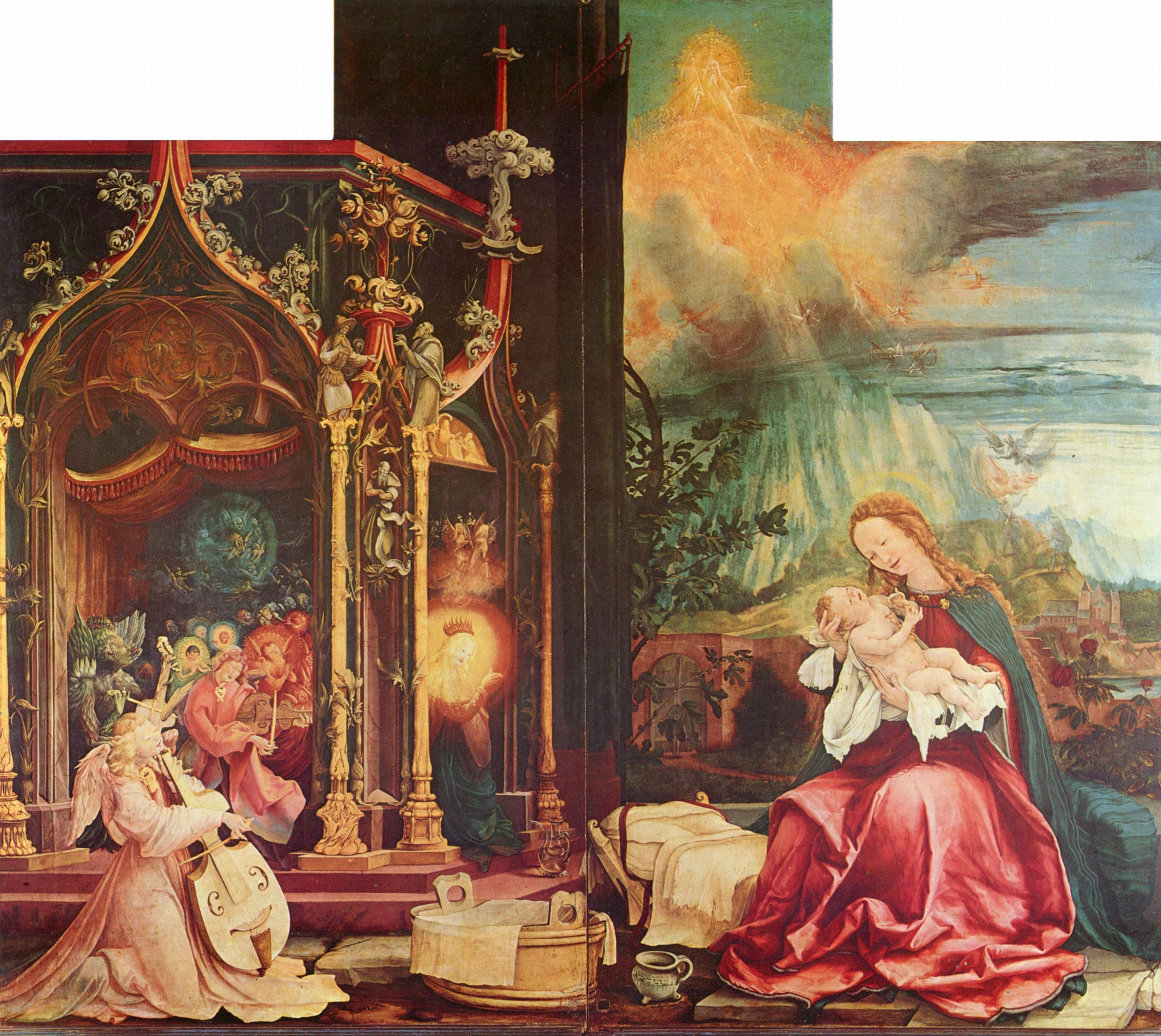
Retaule d'Issenheim, L'encarnació del fill de Déu («Concert dels Àngels»)

La identitat de Matthias Grünewald roman incerta. Aquest nom li va ser adjudicat, de manera força arbitrària, per Joachim von Sandrart (1606–1688), «el Giorgio Vasari alemany», qui, després de gairebé un segle d'oblit quasi total del nom sinó de l'obra, el va redescobrir i en va parlar en la seva voluminosa Teutsche Academie der Edlen Bau-, Bild- und Mahlerey-Künste (enciclopèdia dels arquitectes, escultors i pintors alemanys) de 1675. Per altra banda, es coneixen d'ell diversos tipus de signatura – MGN amb G dintre M, i N lateral; MGN amb G dintre M, i N superposada; MG amb G dintre M i Mathis —– que han afegit més confusió respecte al seu nom: el cognom era Gothart i el nom Neithart, o a l'inrevés? Als documents que ens han arribat donant fe dels seus contractes d'enginyer hidràulic per a la cort de jove arquebisbe de Magúncia, Albrecht de Brandenburg (1490-1545) o, anteriorment, de l'arquebisbe Uriel von Gemmingen d'Aschaffenburg, és anomenat tan prompte Gothart com Neithart. Aquests mateixos contractes mostren, per altra banda, que les seves capacitats com enginyer havien de ser preses en un sentit ampli, perquè a més de l'excavació d'un pou i de la instal·lació d'una bomba, va ser igualment encarregat de la reconstrucció de la llar.

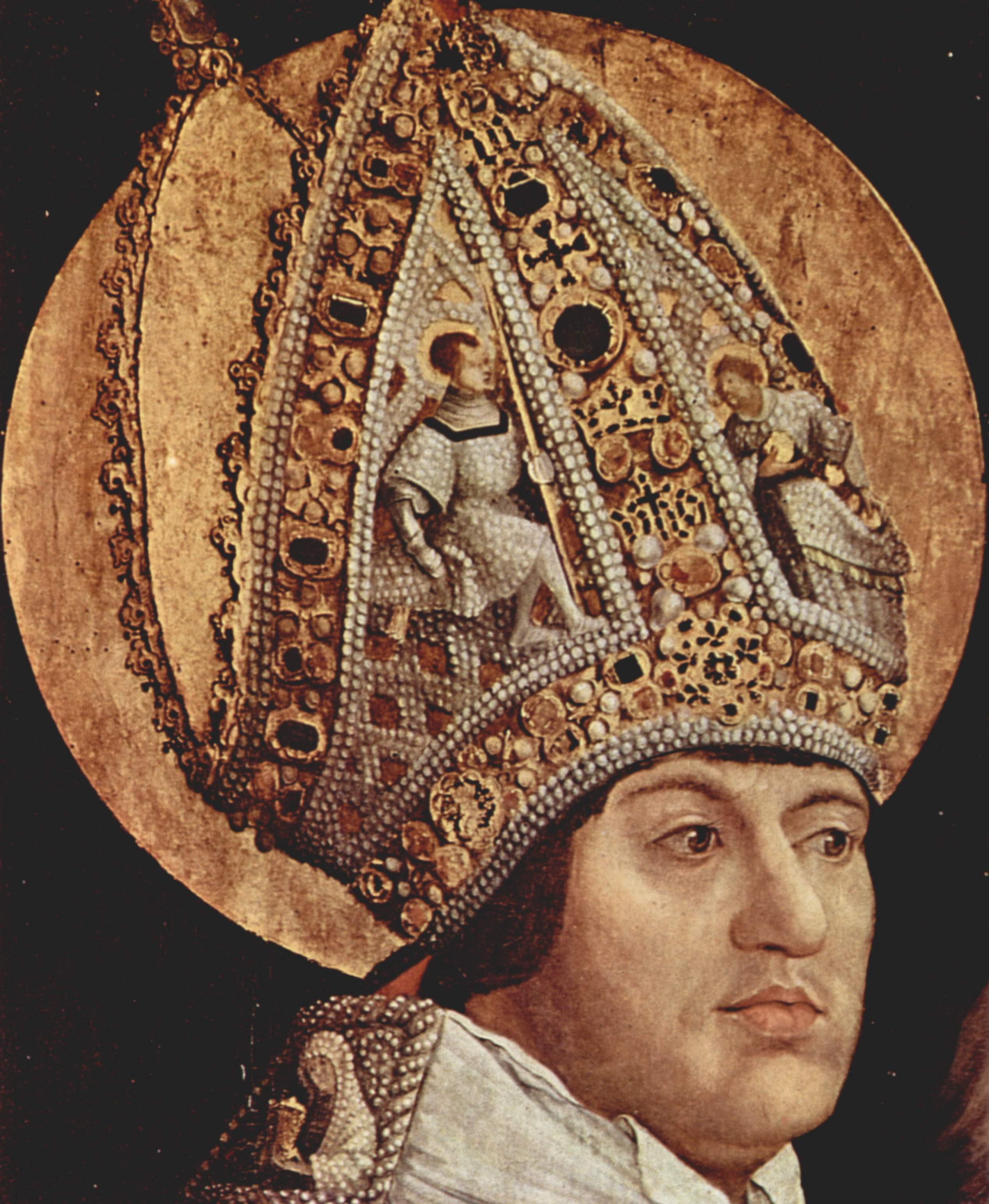
Retrat d'Albrecht de Brandenburg amb els trets de Sant Erasme, detall de «Sant Erasme i Sant Maurici»

Arran del fet que existís un Mathis Grün que li va ser contemporani (mort en 1532) va donar-se per fet durant molt de temps, sobre la base del nom forjat per Sandrart, que el vertader Grünewald era aquest. Però Mathis Grün era escultor i cap escultura ha estat mai atribuïda amb certesa al dit Grünewald. La part escultòrica del retaule d'Issenheim, la seva obra mestra, va ser obra de Nicolau de Haguenau (amb col·laboració de taller) i data de la dècada del 1480, el que per altra banda és ben palès des del punt de vista estilístic, absolutament prerenaixentista.
Tot i que el nom de l'autor del retaule pintat per al convent-hospital dels monjos antonins d'Issenheim va caure en l'oblit ràpidament, la seva anomenada d'artista, molt gran durant la seva vida – la seva herència, que incloïa diversos abrics de pellissa i de teixit de qualitat, així com material de pintura de primera qualitat, és certament testimoni de fortuna material –, no va empal·lidir, tot i que durant un temps es va atribuir la paternitat de la seva obra a Albrecht Dürer.

### La qüestió de l'autoretrat
Pel que fa a la data de naixement del pintor, els primers historiadors de l'art que han intentat reconstruir la seua vida, entre els quals cal destacar com a pioner a Heinrich Alfred Schmid, l'han situada més aviat entre 1455 (terminus post quem) i 1460, tot i que a partir de la dècada del 1970 la idea d'un Grünewald nascut abans de l'any 1483 (terminus ante quem), proposada bastant ràpidament també, s'ha anat imposant.

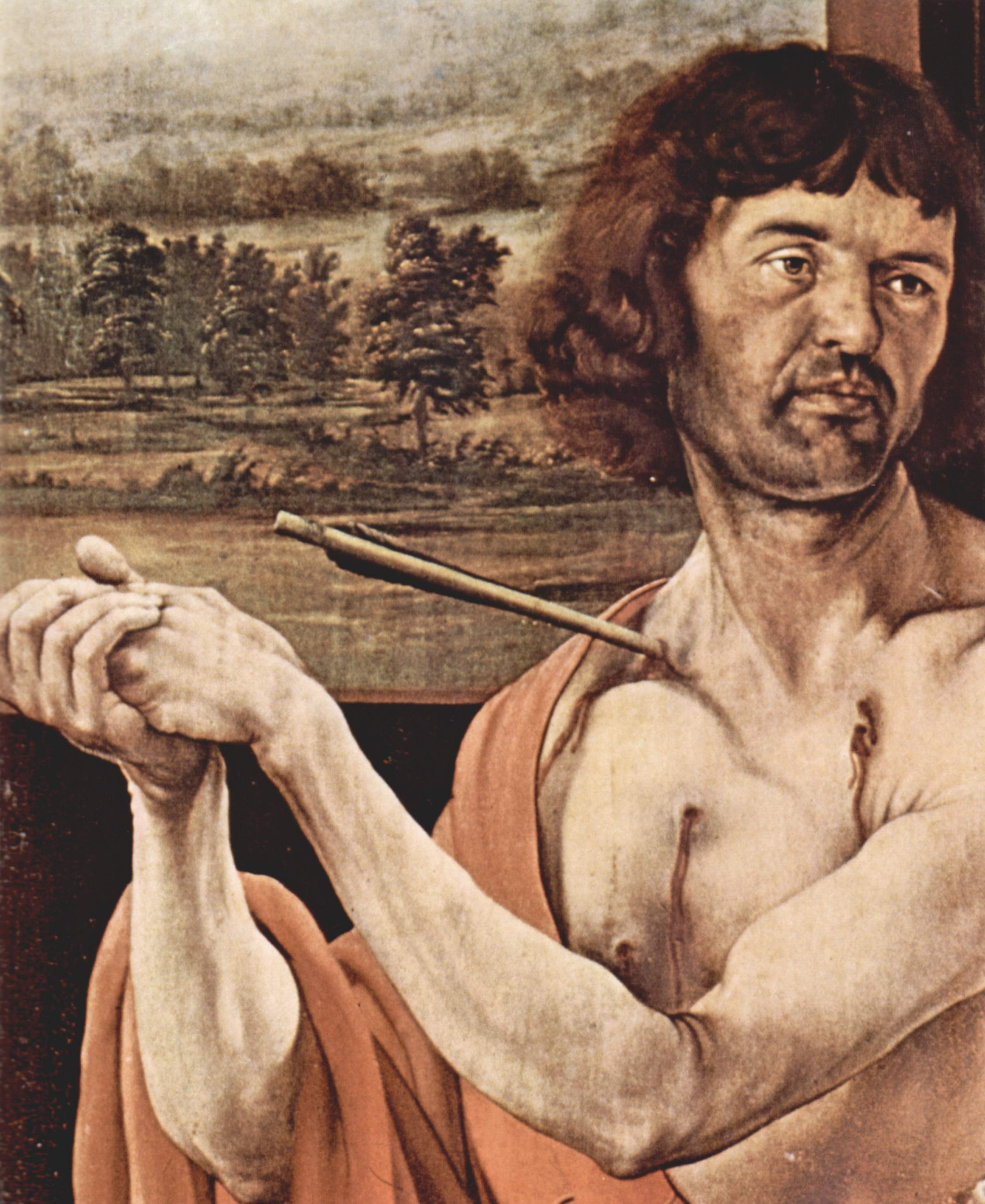
Detall del «Sant Sebastià»

En tots els casos, les dates han estat establertes sobre la base consideracions estilístiques i iconogràfiques així com sobre la qüestió complexa de l'autoretrat. Per resumir aquesta, ha estat suposat, tenint en compte un dibuix degut a la seua ploma per una banda i un autoretrat a l'oli d'un jove artista desconegut conservat a Estocolm per l'altra, que Grünewald s'havia, o bé representat a si mateix sota els trets de Sant Sebastià del retaule d'Issenheim, semblant més vell de l'autoretrat— paregut físic confirmat per un examen radiogràfic del retaule efectuat l'any 1974, que mostra que la identitat dels dos rostres era encara més neta abans dels retocs finals —, o bé sota els trets de Sant Pau de la mateixa obra, molt pròxima del personatge representat en el dibuix: vers 1515. Així, a jutjar per la mateixa pintura, Grünewald hauria estat en la trentena, i hauria sigut bru i amb el nas redó, o hauria estat un quincuagenari ros amb els ulls blaus i amb el nas punxegut. Aquesta contradicció no s'ha resolt atès que Sandrart descriu a «Matthias Grünewald», segons les reproduccions, tant com posseïdor de l'un com de l'altre rostre, suposant que representaven al pintor jove i vell respectivament. Com se sap que Sandrart mai no va veure el retaule d'Issenheim - va veure, i només durant la seua joventut, les obres desaparegudes de Frankfurt i de Magúncia així com els dibuixos originals en possessió d'un col·leccionista de Roma - i que la biografia que proposa és altament fantasiosa i amb llacunes, establir la data de naixement del pintor segons l'edat d'un personatge que no se sap ben bé si és ell o no, sembla avui dia un procediment massa atzarós. No obstant això, es tracta de l'única pista seguida per diverses generacions d'historiados de l'art que, suposant que el pintor hauria de tenir els mateixos costums del seu contemporani Albrecht Dürer, estaven convençuts que va haver de representar-se en alguna de les seues obres.
Un cert tipus de rostre, el del dibuix de Sant Pau, caracteritzat pels seus ulls en forma d'ametla, el nas punxegut, una boca un poc tova i una torsió més o menys accentuada del bescoll, apareix sense treva en les obres del mestre, i certament s'ha suposat que es tracta d'autoretrats. Però mirant tots aquests rostres en conjunt, és difícil trobar-los un caràcter essencialment comú, tant més en quant que de vegades es tracta de personatges diferents d'un mateix quadre: el sant Jordi o el sant Cristòfol del retaule de Lindenhardt, i fins i tot el Crist i l'«home del turbant» a L'escarni de Crist. Des de la dècada del 1990, s'ha tornat a considerar la suposició que el gran historiador de l'art Wilhelm Fraenger va plantejar en la dècada del 1930: Grünewald, que no va mantenir correspondència i no va deixar cap escrit autobiogràfic, no seria en absolut representat en cap part de la seua obra pictòrica o dibuixada.

## L'obra

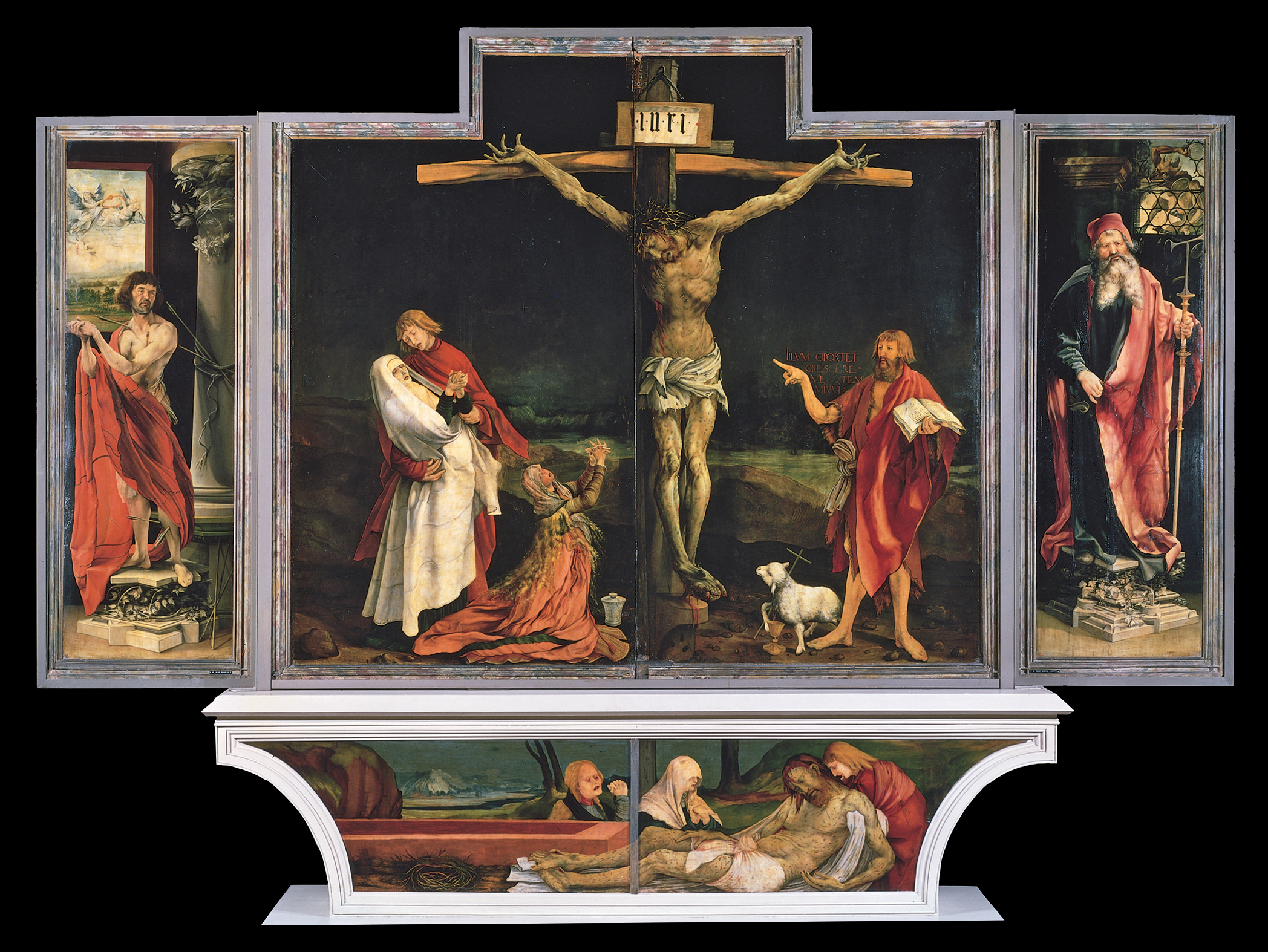
El Retaule d'Issenheim

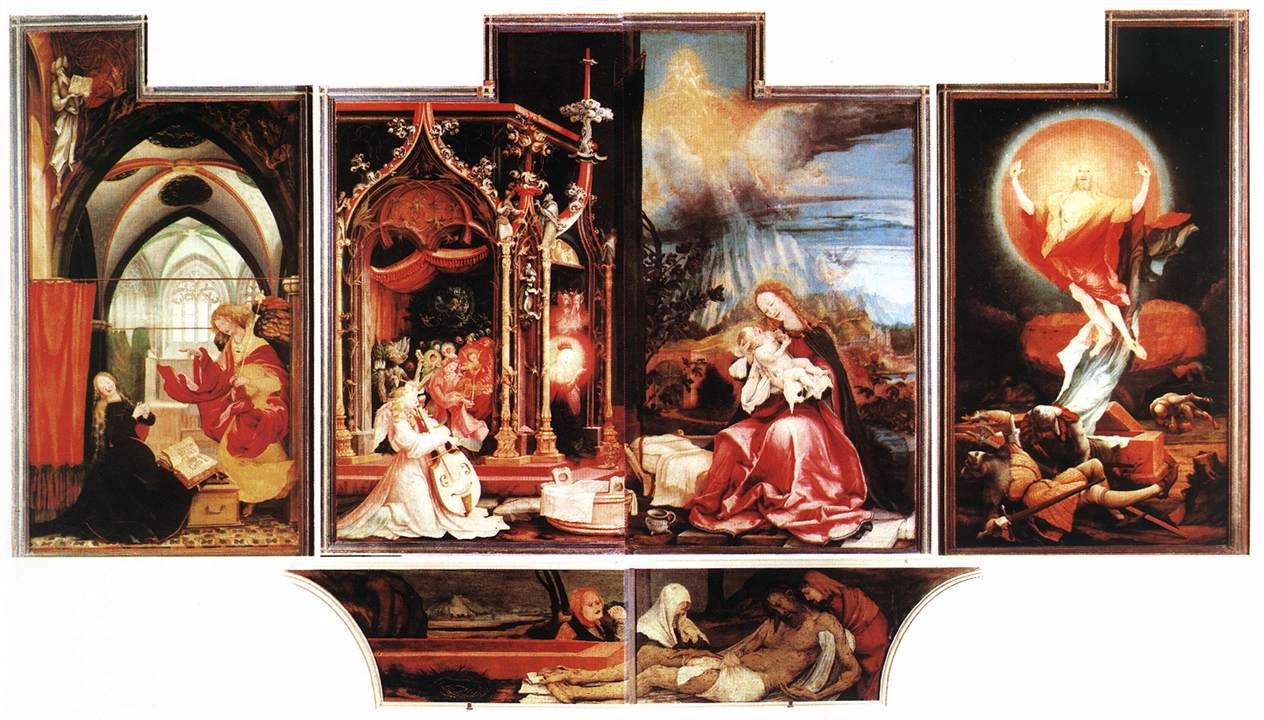
El Retaule d'Issenheim

Hom atribueix avui dia amb certesa a Matthias Grünewald deu obres, entre les quals hi ha diversos políptics, i 35 dibuixos, repartides en col·leccions europees i americanes. El seu primer llenç incontestat és el commovedor Crist ultratjat, datat l'any 1503, conservat a l'Alte Pinakothek de Múnic, ques està molt prop de la pintura gòtica tardana de la vall del Rin. La seua obra més cèlebre és el retaule d'Issenheim, peça mestra de les col·leccions del Museu d'Unterlinden de Colmar.

### L'univers pictòric
L'obra de Grünewald, exclusivament religiosa tant en la part que ha sobreviscut com en aquella referida pels testimonis, pertany a l'època de transició entre el Gòtic tardà i el Renaixement, i es caracteritza per un misticisme que arriba de vegades a l'al·lucinació. S'hi ha detectat un simbolisme tret de les visions de Santa Brígida de Suècia, llavors molt llegides. La riquesa en escenes estranyes, plenes de detalls a penes comprensibles i transcendits per una tècnica enlluernadora tant a nivell de l'acabat cromàtic com en l'elaboració dels volums, els relleus i les superfícies, s'acompanya d'un tractament molt lliure i perfectament desconcertant de les perspectives i de les relacions de mida augmentant-ne l'efecte. Aquesta dicotomia entre tècnica i construcció de l'espai, que culmina en el panell central del retaule d'Issenheim, la part esquerra del qual s'anomena comunament El concert dels àngels, no va poder ser explicada de forma relativament coherent fins que no es van descobrir els escrits d'aquesta mística sueca. Això va ser poc més o menys a l'època en què Fraenger va redescobrir el «Martell de les bruixes» per a reinterpretar Hieronymus Bosch, artista amb qui s'ha comparat de vegades Grünewald per la riquesa de l'imaginari fantàstic i la fascinació per la crueltat, tot i que el flamenc és minuciós, graciós i es troba en la tradició de les grans escenes, mentre que l'alemany és netament més físic i plàstic, sobretot en les vistes de prop. Però Grünewald és cèlebre sobretot per les seues visions punyents del sofriment de Crist, principalment per les seues crucifixions, en nombre de quatre - Basilea, Washington DC, Colmar i Karlsruhe –, a les quals el seu Escarni de Crist (Múnic) i el seu Portament de la creu (Karlsruhe) no els han d'envejar res en termes d'èmfasi i de crua violència.
És en les crucifixions on la progressió estilística i mística sembla en tot cas la més fàcil a observar: de la crucifixió de Basilea a la de Karlsruhe, en un període de prop de vint-i-dos anys, el cos torturat de Jesús, la seua corona d'espines, els claus que el traspassen, el seu perizonium esdevenen cada vegada més grans, mentre que la creu es doblega més i més a causa del seu pes. La major part dels historiadors de l'art estan d'acord amb veure-hi una progressió continua i regular a grans intervals de temps. No obstant això, alguns d'ells han emparellat les crucifixions de Washington i de Colmar, mentre que és un fet incontestat que la crucifixió de Basilea és una obra de joventut. Aquesta darrera presenta algunes similituds estilístiques amb els treballs de Hans Holbein el Vell, el que ha fet suposar que Grünewald podia haver treballat durant un temps en el taller d'aquest. Pierre Vaisse suposa, per altra banda, que Grünewald va haver pogut contemplar les escultures borgonyones de Claus Sluter, l'estil expressiu i turmentat de les quals l'hauria influït. D'altres historiadors de l'art, com ara Heinrich Zülch, creuen per altra banda que va poder haver fet un viatge a Itàlia, com la major part dels pintors de l'època, el que seria traduït en el paisatge visible per la finestra darrera del seu «Sant Sebastià» o en el panorama romà del «Miracle de les Neus» del museu Friburg de Brisgòvia. En qualsevol cas, és cert que una constant de l'obra de Grünewald és la manca de profunditat espacial dels seus quadres: del «Sopar», primer quadre encara maldestre però ja poc convencional per la disposició i la gestualitat dels Apòstols al retaule de «Sant Erasme i Sant Maurici», de tècnica enlluernadora, els personatges del qual semblen superposar-se. El freqüent ús d'un fons fosc i la concentració sobre la gestualitat, reforça aquesta impressió.

### Galeria 1: l'evolució dels Crists en la creu

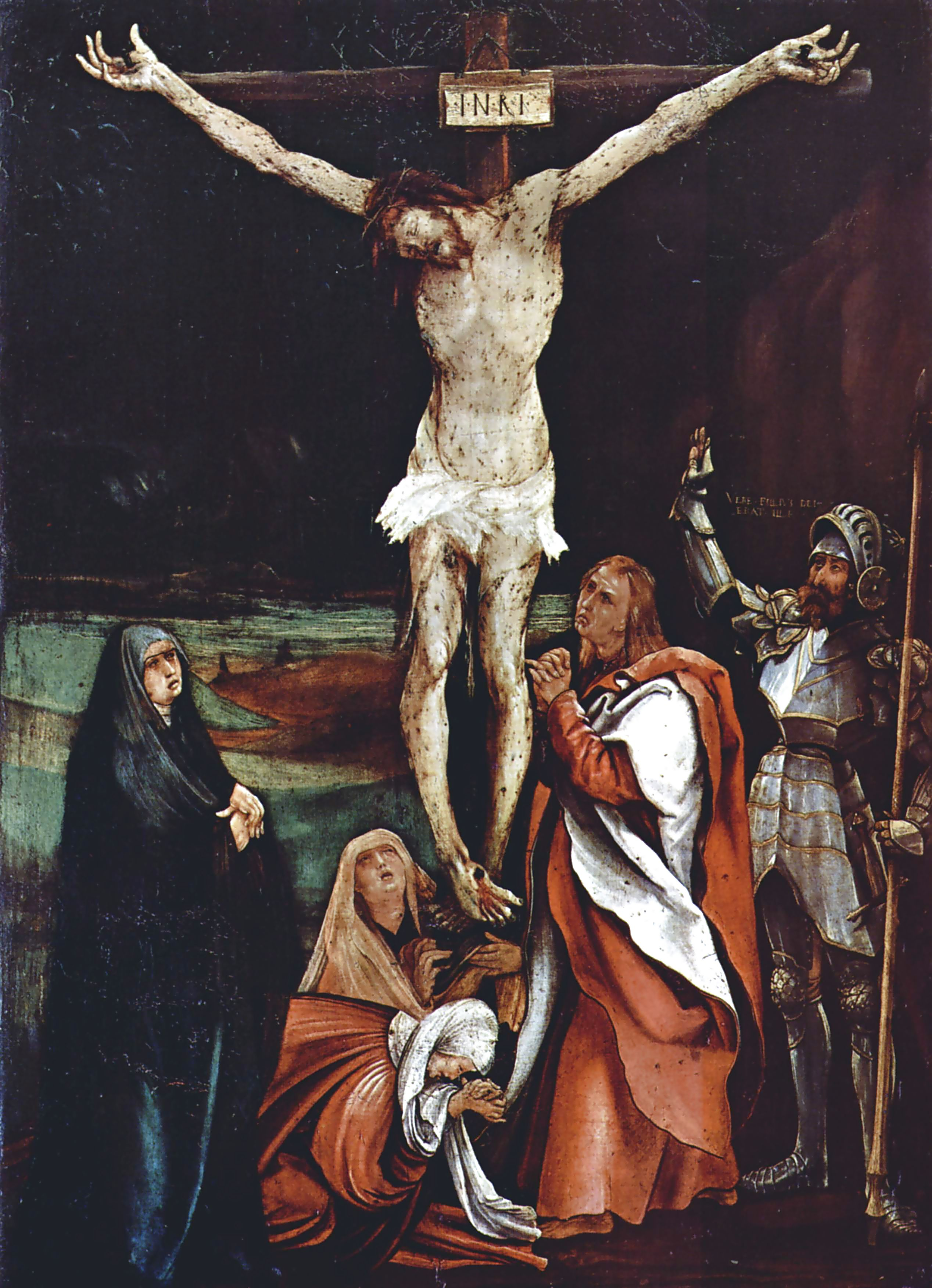
Crucifixió de Basilea
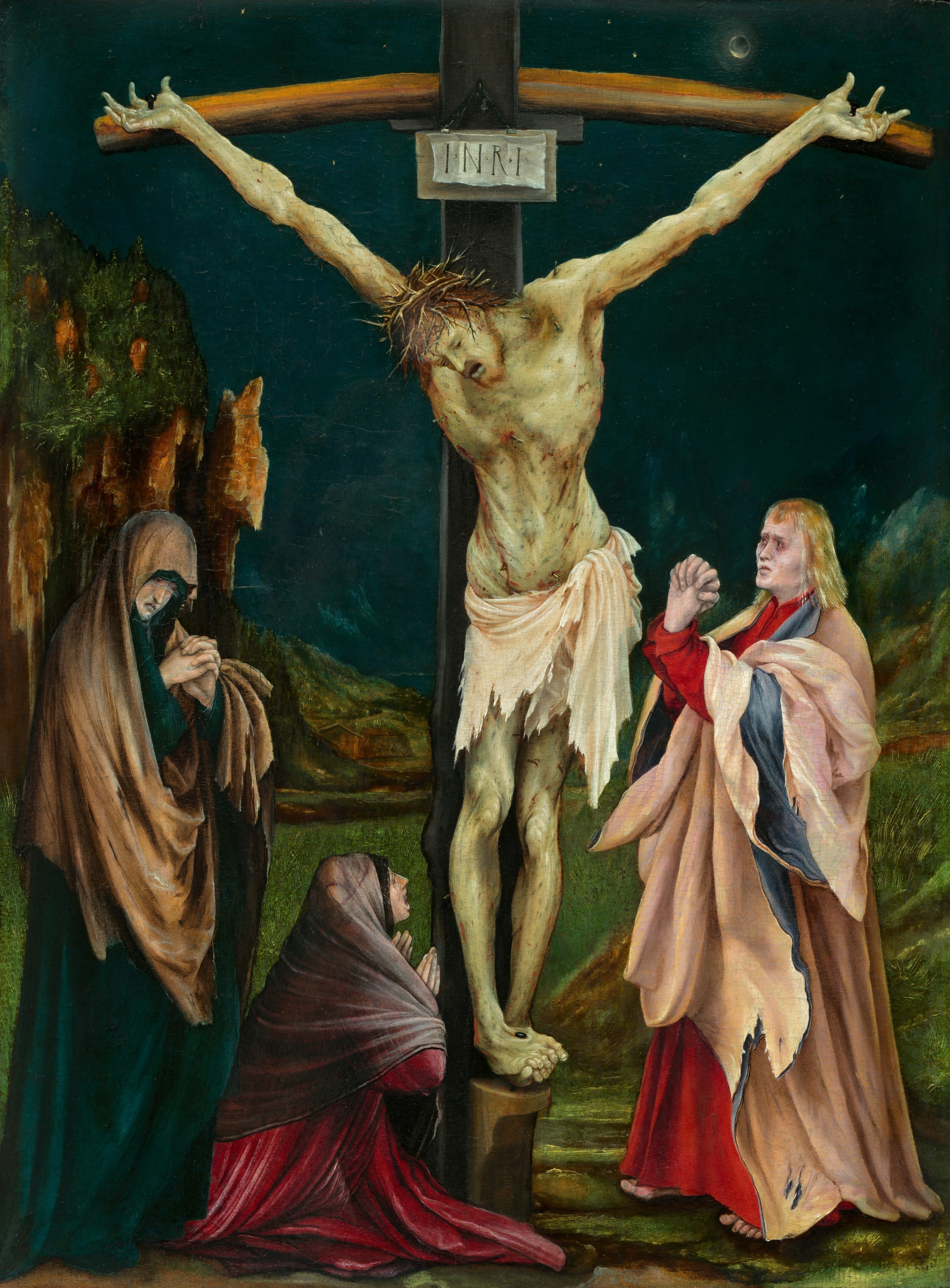
Crucifixió de Washington
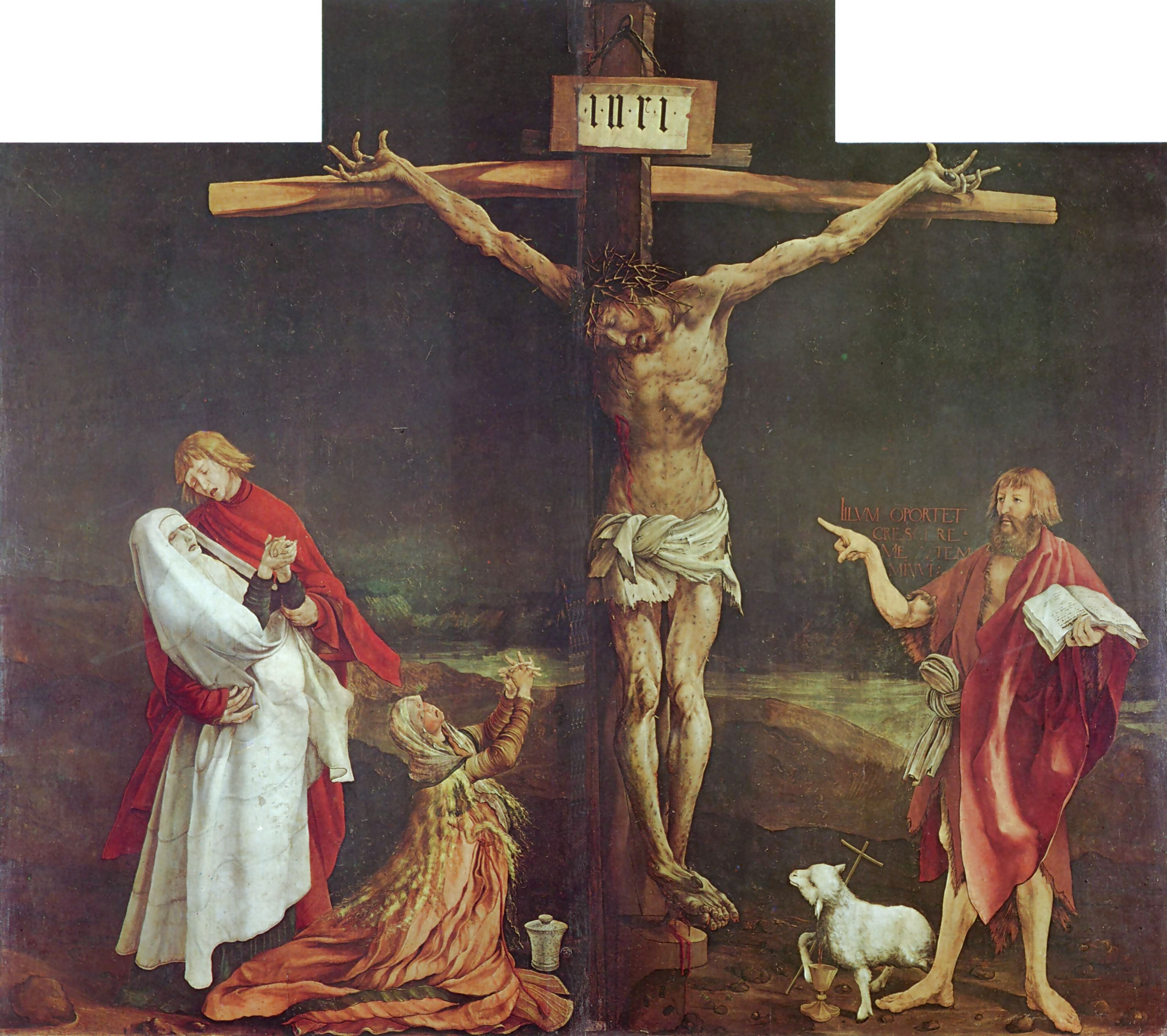
Crucifixió de Colmar
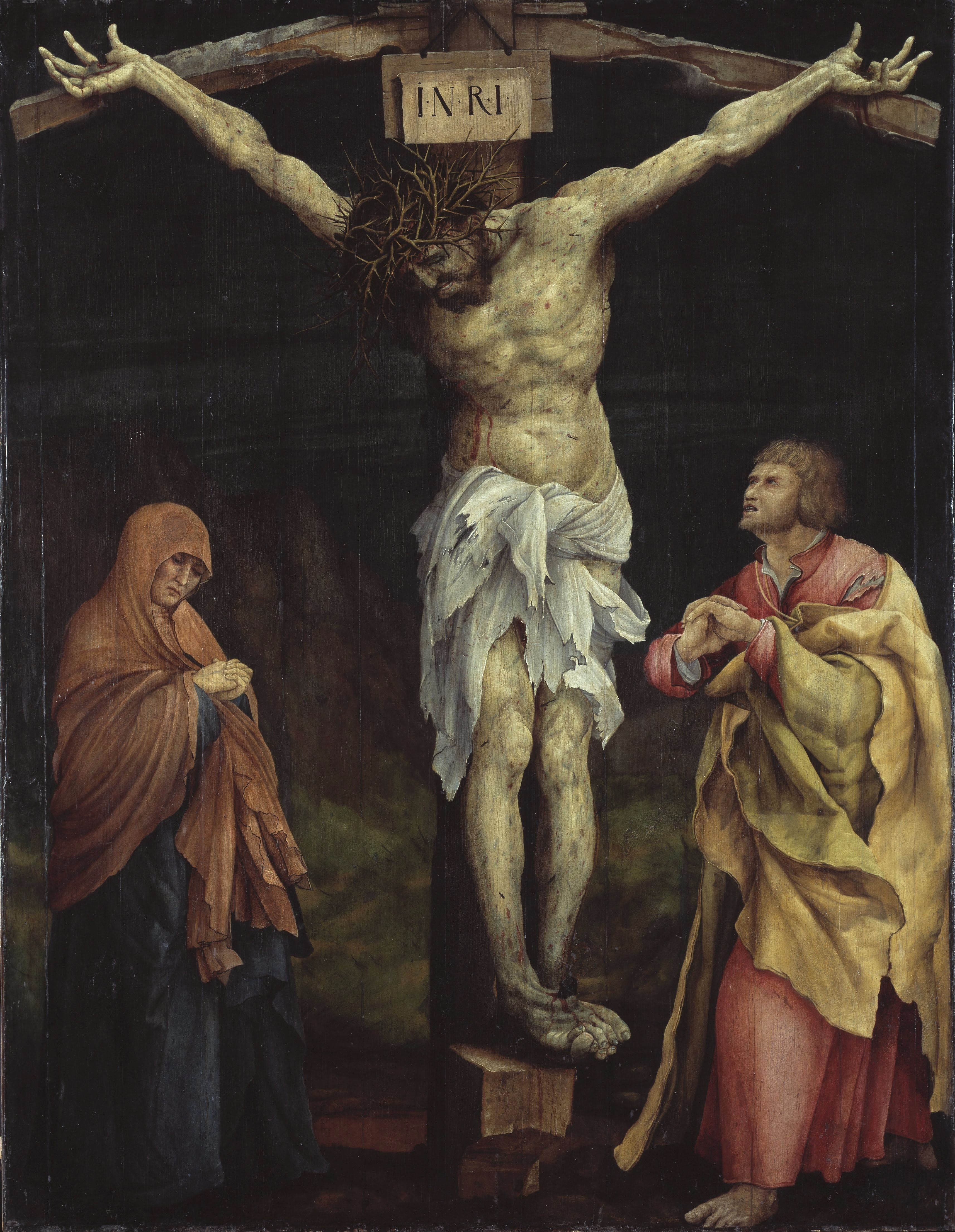
Crucifixió de Karlsruhe

Grünewald va col·laborar amb Albrecht Dürer, en el retaule anomenat «retaule Heller», pel nom del personatge que en va fer la comanda, a Frankfurt del Main. D'aquest retaule desmantellat subsisteixen els quatre panells laterals en grisalla de Grünewald, representant dos sants (museus de Frankfurt) i dues santes (museu de Karlsruhe), mentre que el panell central de Dürer ha desaparegut.

### Galeria 2: les grisalles del retaule Heller

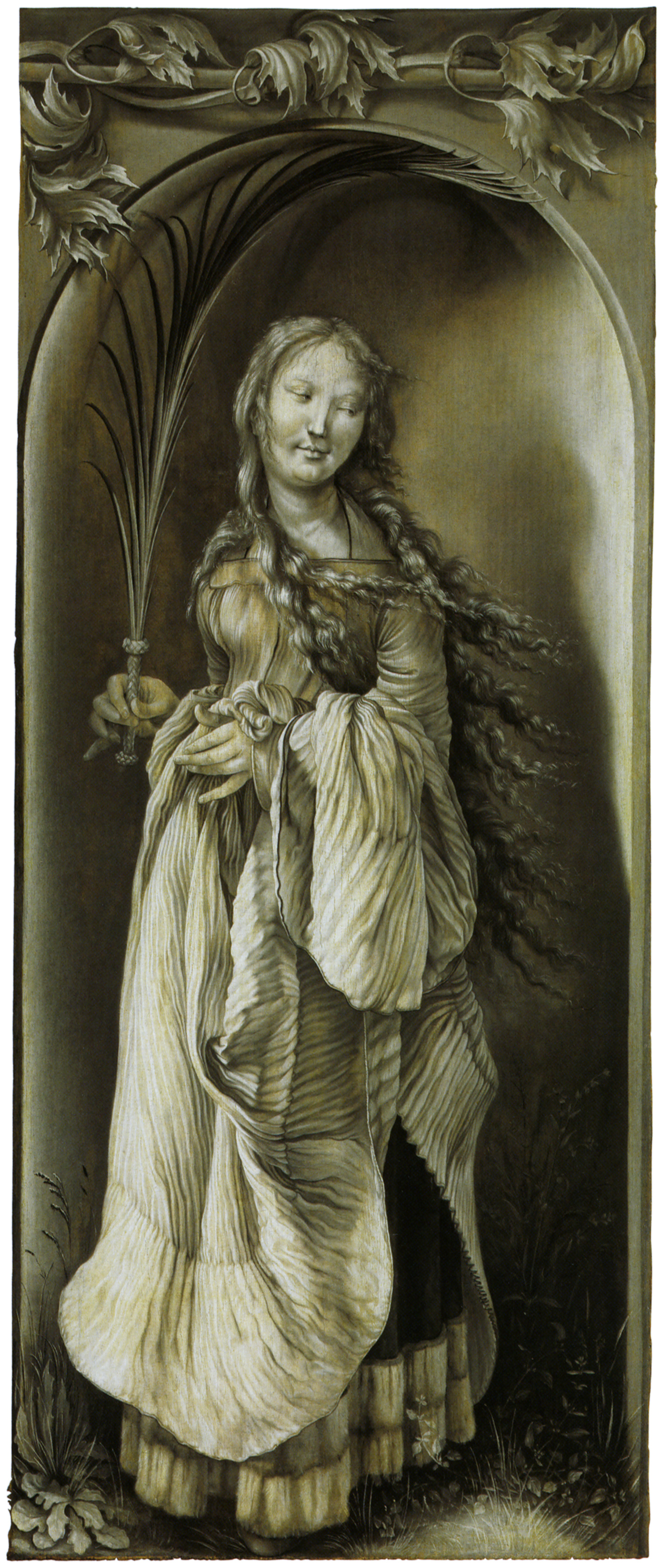
Santa Llúcia
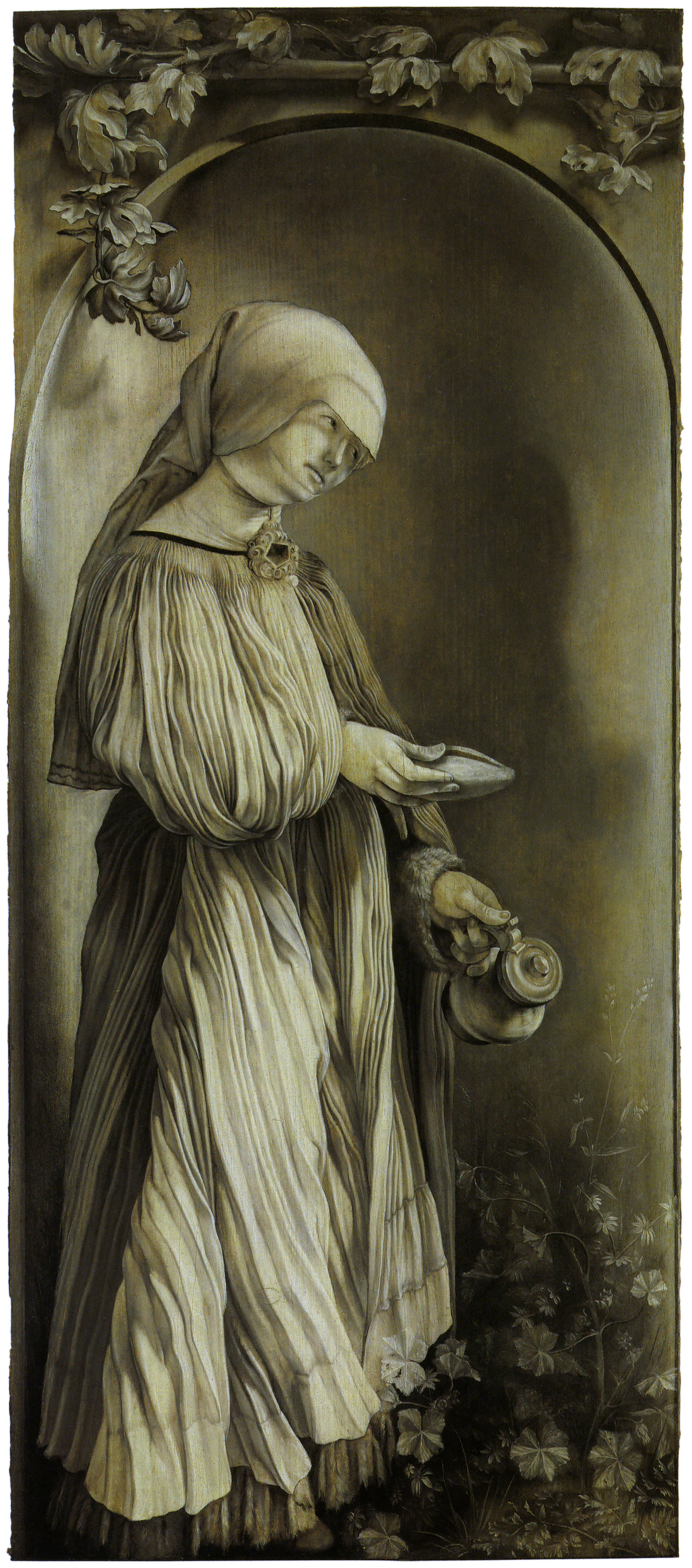
Santa Isabel
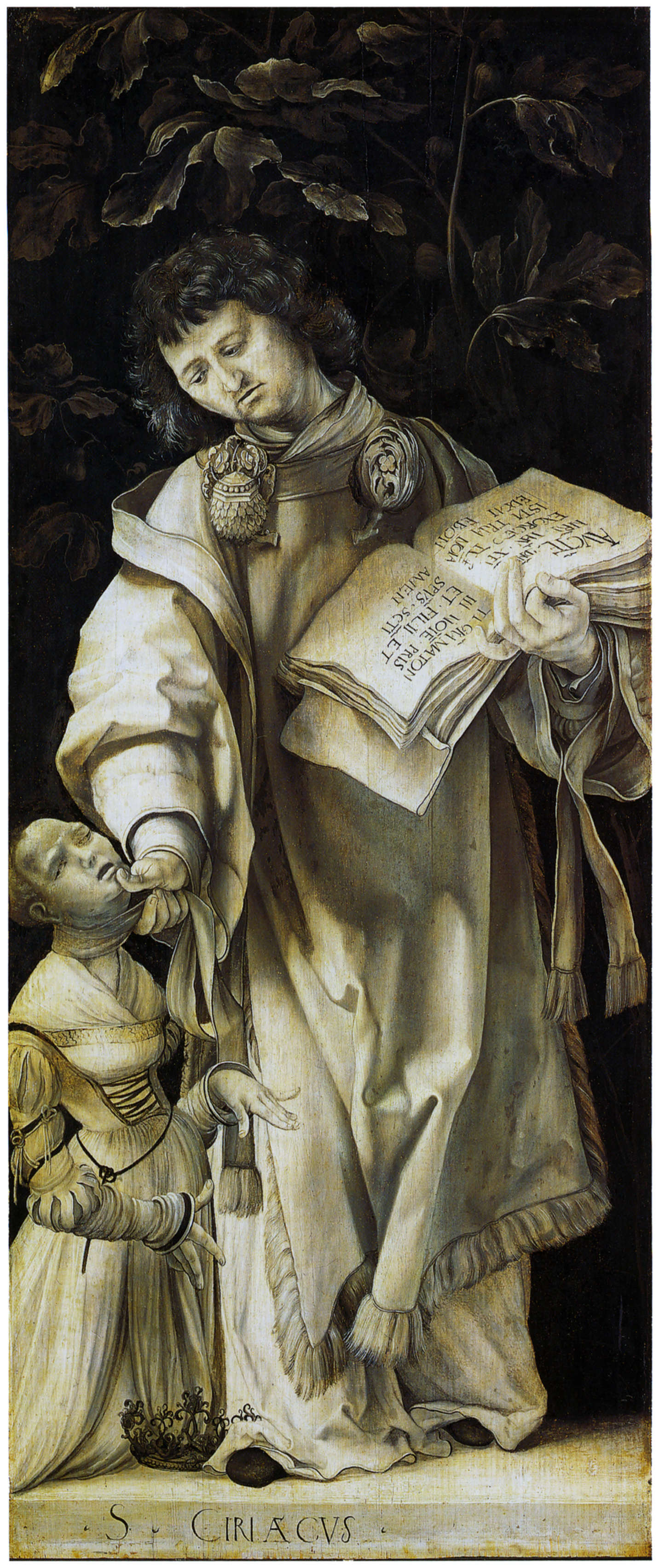
Sant Ciriac
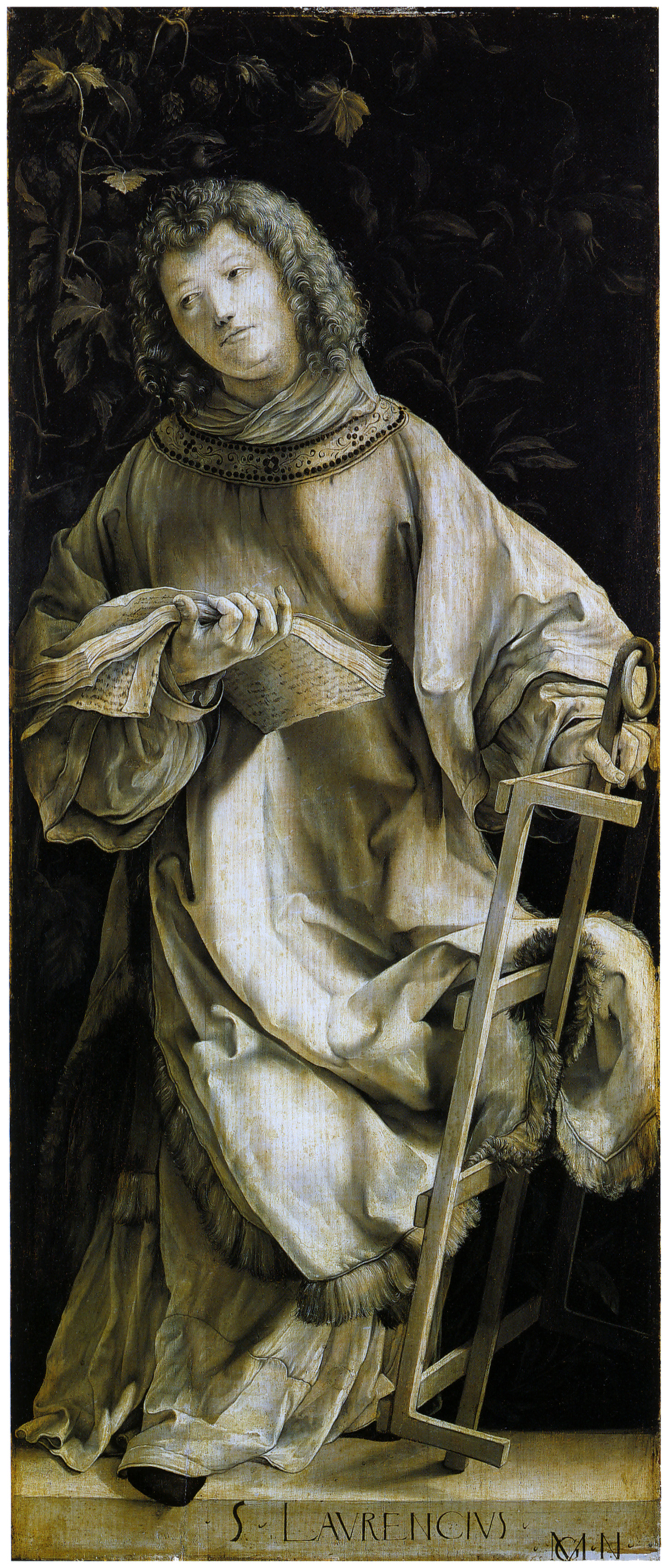
Sant Llorenç

Els nombrosos retaules pintats per Grünewald per a la Catedral de Sant Martí de Magúncia, i acreditats per diversos testimonis, van desaparèixer en el fons de la mar Bàltica arran del naufragi d'un vaixell suec que se'ls emportava com a botí de guerra.
Historiadors de l'art com Erwin Panofsky han comentat àmpliament el món estilístic i espiritual que sembla separar Grünewald dels seus compatriotes contemporanis, com ara Dürer, Albrecht Altdorfer, Hans Holbein el Jove i Lucas Cranach el Vell, per no esmentar més que els més importants. No obstant això, un pintor com Hans Baldung seria bastant inconcebible sense el coneixement, almenys parcial, de l'obra de Grünewald. Però el pintor alemany contemporani més pròxim a Grünewald és incontestablement Jörg Ratgeb.
Pel que fa a l'obra gràfica, queda de Grünewald una cinquantena de dibuixos a llapis o a tinta – sovint realçats amb guaix – i aquarel·les, que són tots esbossos per a obres subsistents o desaparegudes però acreditades, com la Transfiguració pintada - paral·lelament al retaule Heller - per als frares dominicans de Frankfurt o els retaules de la catedral de Magúncia. La qualitat particularment elevada de la seua factura i la gran plasticitat de les representacions de sants explica per què Sandrart anomenava Grünewald el Correggio alemany.

### Anàlisi d'un retaule

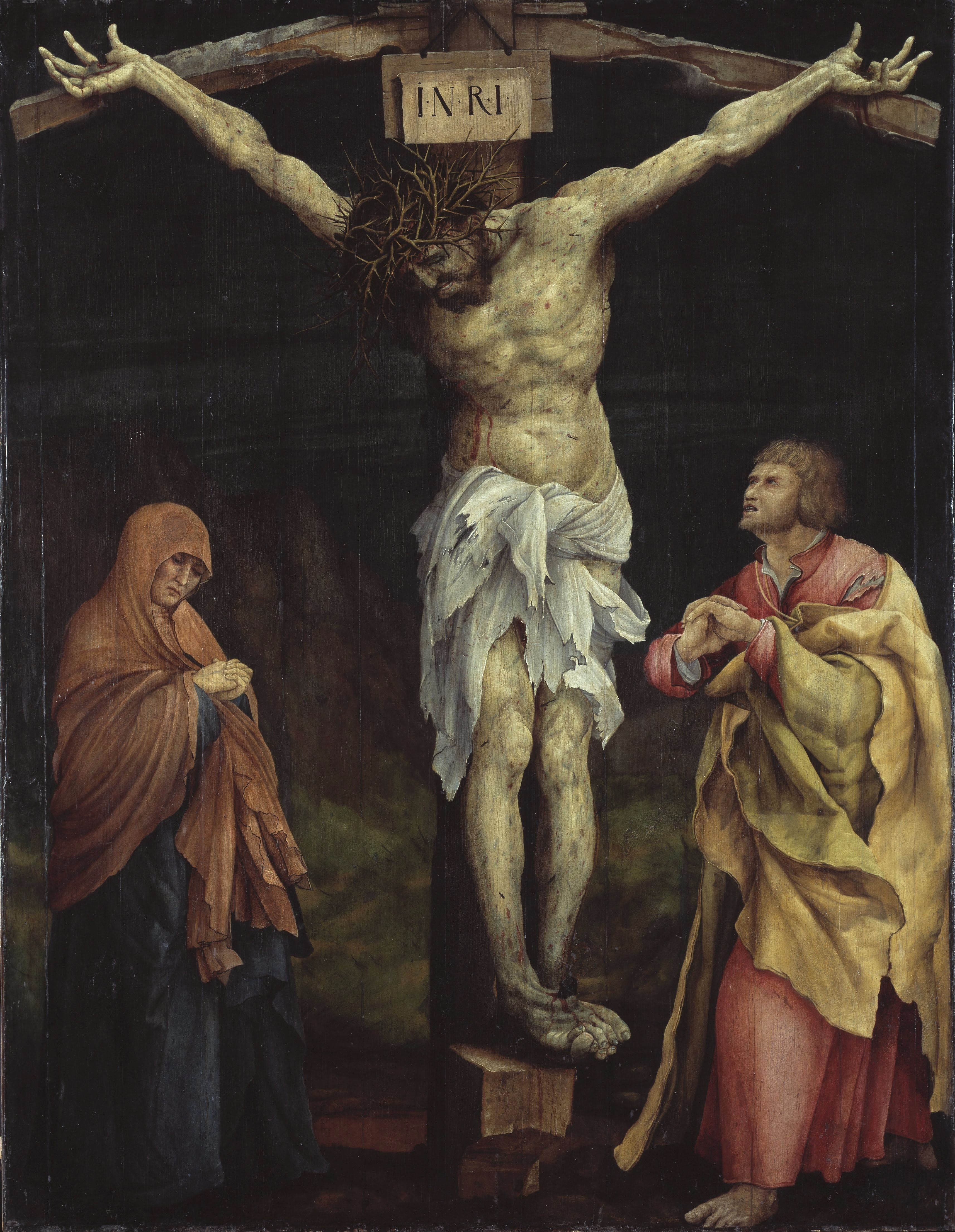
Crucifixió del retaule de Tauberbischofsheim

La darrera obra de Grünewald, el retaule de Tauberbischofsheim, és també la que resumeix tota la seua obra, o sembla almenys resumir tot el que se n'ha conservat. Es tracta d'un gran panell de fusta que porta en l'anvers la Crucifixió i en el revers el Portament de la creu. Val a dir que si la crucifixió és la més monumental i la més estàtica de totes les pintades per l'artista, el portament de la creu és el més dinàmic de tots els seus quadres. Tant en l'una com en l'altra, un Crist monstruós per la seua talla de gegant pesant i l'horrible patiment que deforma el seu rostre, les seues mans i el seu cos, ocupa el centre de l'escena. En la crucifixió, es troba, enmig d'un paisatge sense cap alè de vida, fixat pels claus (sempre en nombre de tres en l'obra de l'artista) grans com piquetes de tenda, entre la Mare de Déu paralitzada per la pena, com autista, i un Sant Joan Evangelista plorant de ràbia, retorcent-se les mans, i no obstant també impotent, com immobilitzat en la closca que forma el seu vestit de tela magníficament pintada.
En l'altra cara, Jesús és alhora empentat, estirat, alçat i tombat per botxins amb els rostres en part tapats per la creu o pels seus propis braços. Curiosament, el nan deforme que li fa una horrible burla, s'assembla, barret inclòs, a Richard Wagner.
Un paisatge urbà fred i inhabitable, completament artificial, i la brillantor roja i cruel d'un ull de cavall en la part esquerra, acaben de reforçar el caràcter inhumà d'aquesta escena. En el que és també un superb estudi de moviment, deixant a banda la temàtica mística, Grünewald ateny amb una força poques vegades aconseguida l'estat de patiment interior d'un home que alhora s'entrebanca i s'alça, intenta avançar i ja no vol bellugar-se més.
Els colors comparativament apagats del retaule s'expliquen per una llarga conservació en condicions poc favorables (exposició a l'encens de l'església) seguides d'una restauració excessiva.

### Galeria 3: rostres de Mares de Déu
«Bones alemanyes farcides de cervesa», segons Joris-Karl Huysmans, la novel·la del qual, Là-bas, amb la seua descripció preexpressionista del Crist de Karlsruhe va marcar la renaixença en l'esperit popular de la importància del pintor.

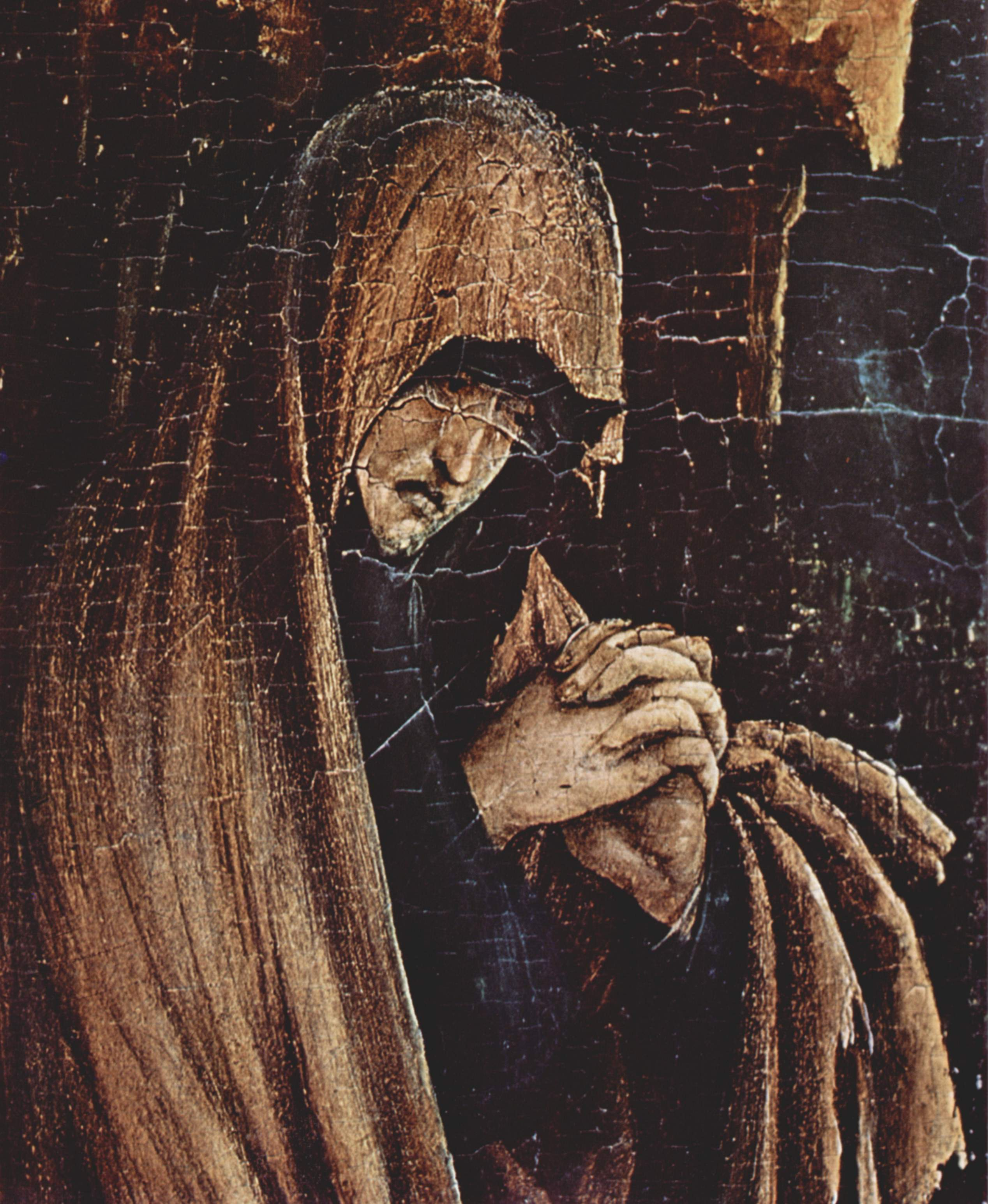
Washington, Crucifixió
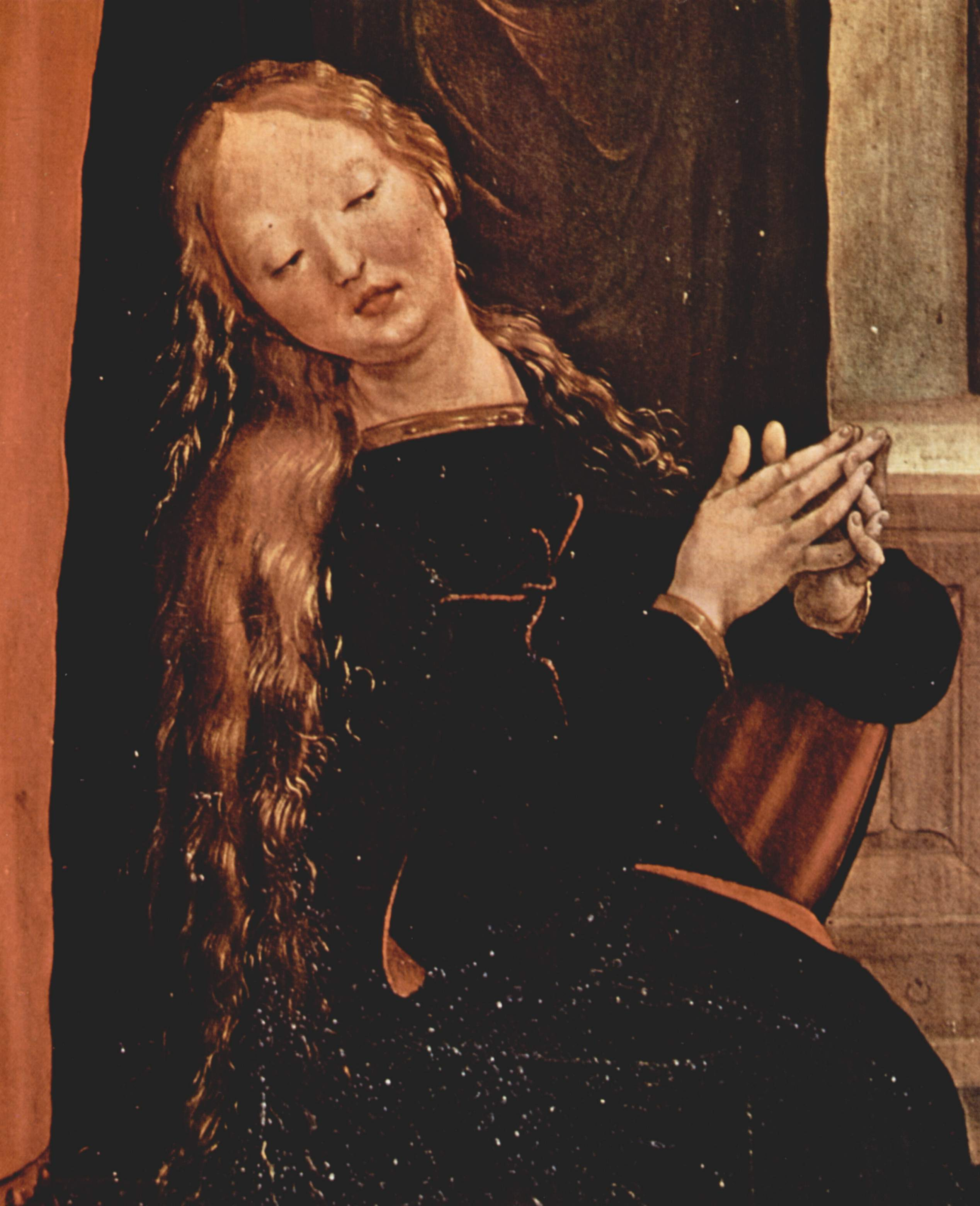
Colmar, Anunciació
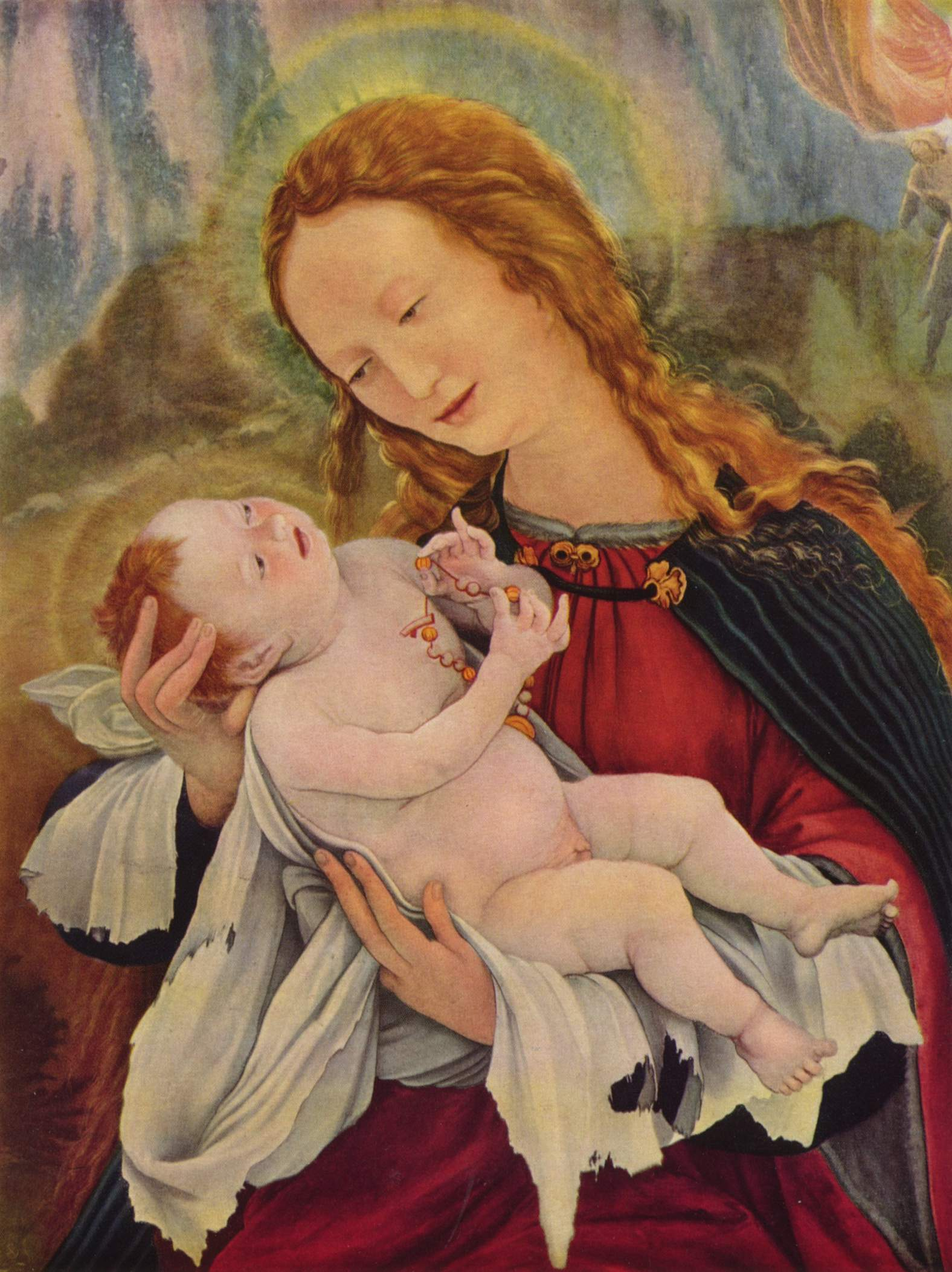
Colmar, Encarnació del fill de Déu
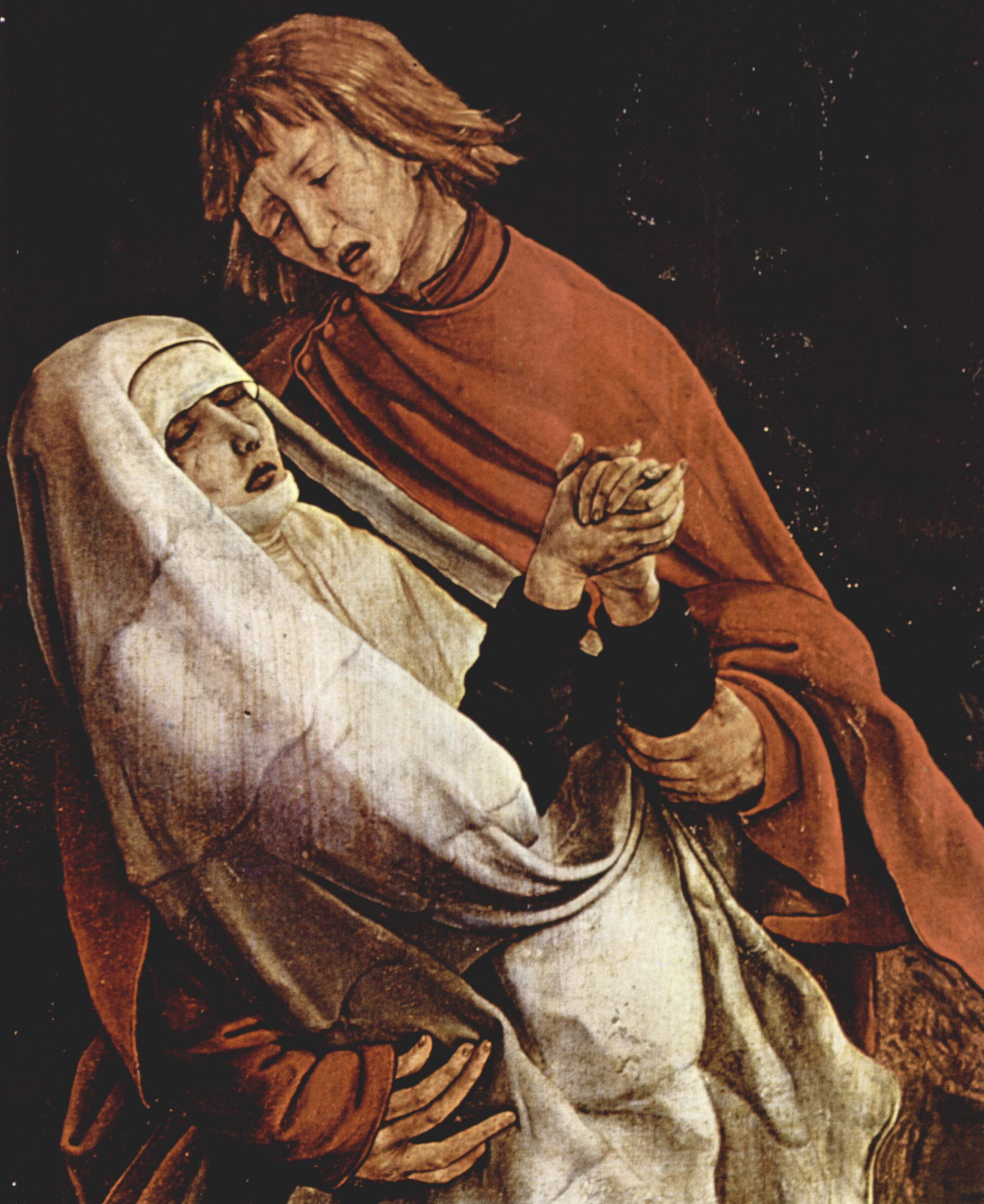
Colmar, Crucifixió

### Influència
Tot i que no se li coneix deixeble ni successor directe, Grünewald va inspirar certs pintors expressionistes del Segle XX, com ara Max Beckmann, Otto Dix (que va ser presoner de guerra prop de Colmar), Picasso (sèrie de les Crucifixions), Max Ernst (Temptació de Sant Antoni) i Francis Bacon (Tres estudis de figures al peu d'una crucifixió).
El gran compositor alemany Paul Hindemith va consagrar a l'artista una de les seus òperes més ambicioses, Mathis der Maler (Maties el pintor), la partitura de la qual li va valdre ser qualificat pels nazis de «bolxevic musical», i exiliar-se als Estats Units d'Amèrica.

## Obres principals

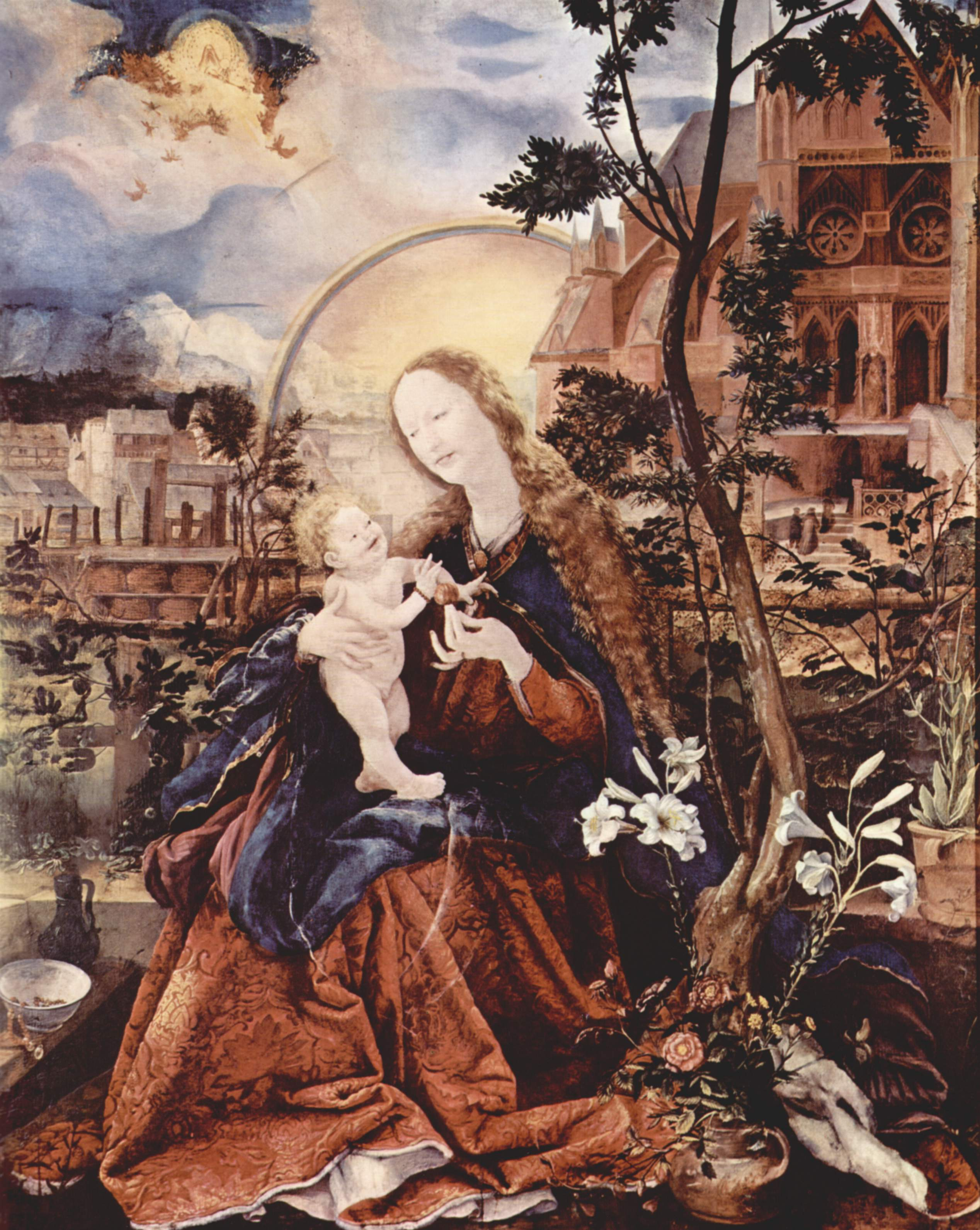
Mare de Déu de Stuppach

- El Sopar, santa Dorotea i Santa Agnès, v. 1500
- Retaule de Lindenhardt, v. 1502
- Crucifixió v. 1502, Kunstmuseum Basilea
- L'Escarni de Crist, 1504, Alte Pinakothek de Múnic
- (quatre panells en grisalla del) Retaule Heller, 1509-1510, Museu Städel, Frankfurt del Main i Kunsthalle, Karlsruhe
- Petita crucifixió, v. 1511, National Gallery of Art, Washington
- Retaule d'Issenheim, v. 1512-1516, Museu d'Unterlinden, Colmar
- Mare de Déu de Stuppach, 1517-1519, Església de Stuppach
- El Miracle de les Neus, (idem), Museu de Friburg de Brisgòvia
- Sant Erasme i sant Maurici, v. 1517-1523, Alte Pinakothek de Múnic.
- Retaule de Tauberbischofsheim, v. 1525, Kunsthalle, Karlsruhe
- La Deploració de Crist, v. 1525, Església d'Aschaffenburg